# Frank Dolce
Frank Dolce é um actor juvenil norte-americano. Ele nasceu em Jersey City, Nova Jérsia, no dia 24 de Maio de 1996. Dolce actua desde os 5 anos de idade e é mais conhecido pela sua interpretação na série de televisão Sons of Tucson.

## Trabalhos

### Televisão
- 2011: One Life to Live como Brad
- 2010: Sons of Tucson como Gary
- 2008: Dúvida como Ralph

### Teatro
- 2008-2009: Billy Elliot: The Musical como Michael